# Arechia
Arechia è un genere estinto di pesci cartilaginei, appartenenti ai miliobatiformi. Visse nell'Eocene inferiore (circa 47 - 52 milioni di anni fa) e i suoi resti fossili sono stati ritrovati in Africa e in Europa.

## Descrizione
Questo animale era molto simile ai rappresentanti attuali della famiglia Urolophidae, un gruppo di razze dall'aspetto particolarmente tondeggiante. Arechia, lungo fino a 80 centimetri, era caratterizzato da un disco pettorale grande e di forma romboidale, una coda corta (circa il 50% della lunghezza totale dell'animale), segmenti distali dei propterigi posti tra la bocca e la cartilagine antorbitale, un singolo mesopterigio non fuso con i radiali, una pinna caudale allungata. 

## Classificazione
Arechia è considerato il più antico rappresentante degli urolofidi, una famiglia di razze attualmente rappresentata da numerose specie. La specie tipo, Arechia arambourgi, venne descritta da Henri Cappetta nel 1983, sulla base di denti fossili isolati provenienti da sedimenti risalenti all'Eocene inferiore nella zona di Ouled Abdoun, in Marocco; inizialmente questi fossili furono studiati da Camille Arambourg nel 1952, che li assegnò alla specie Raja praealba. Cappetta istituì il genere Arechia per i denti che Arambourg assegnò agli esemplari ritenuti femmine di R. praealba, mentre per i supposti esemplari maschili venne istituito il genere Merabatis, con la specie tipo M. praealba.
Nel 2020 venne ascritta al genere Arechia un'altra specie nota per esemplari completi, A. crassicaudata, proveniente dall'Eocene inferiore di Monte Bolca (Italia), inizialmente descritta come Trygonobatus crassicaudatus da de Blainville nel 1818 e poi come Urolophus crassicaudatus da Otto Jaekel nel 1894. Altri fossili attribuibili ad Arechia provengono dal Mississippi (USA), Francia, Paesi Bassi e Africa occidentale.
Secondo un'analisi cladistica, Arechia sarebbe basale rispetto ai generi Trygonoptera e Urolophus (2020). 

## Paleoecologia
Arechia crassicaudata era un tipico abitante di habitat costieri e caldi che caratterizzavano il paleoambiente della zona di Bolca nell'Eocene inferiore.